# Kuurne-Brussel·les-Kuurne

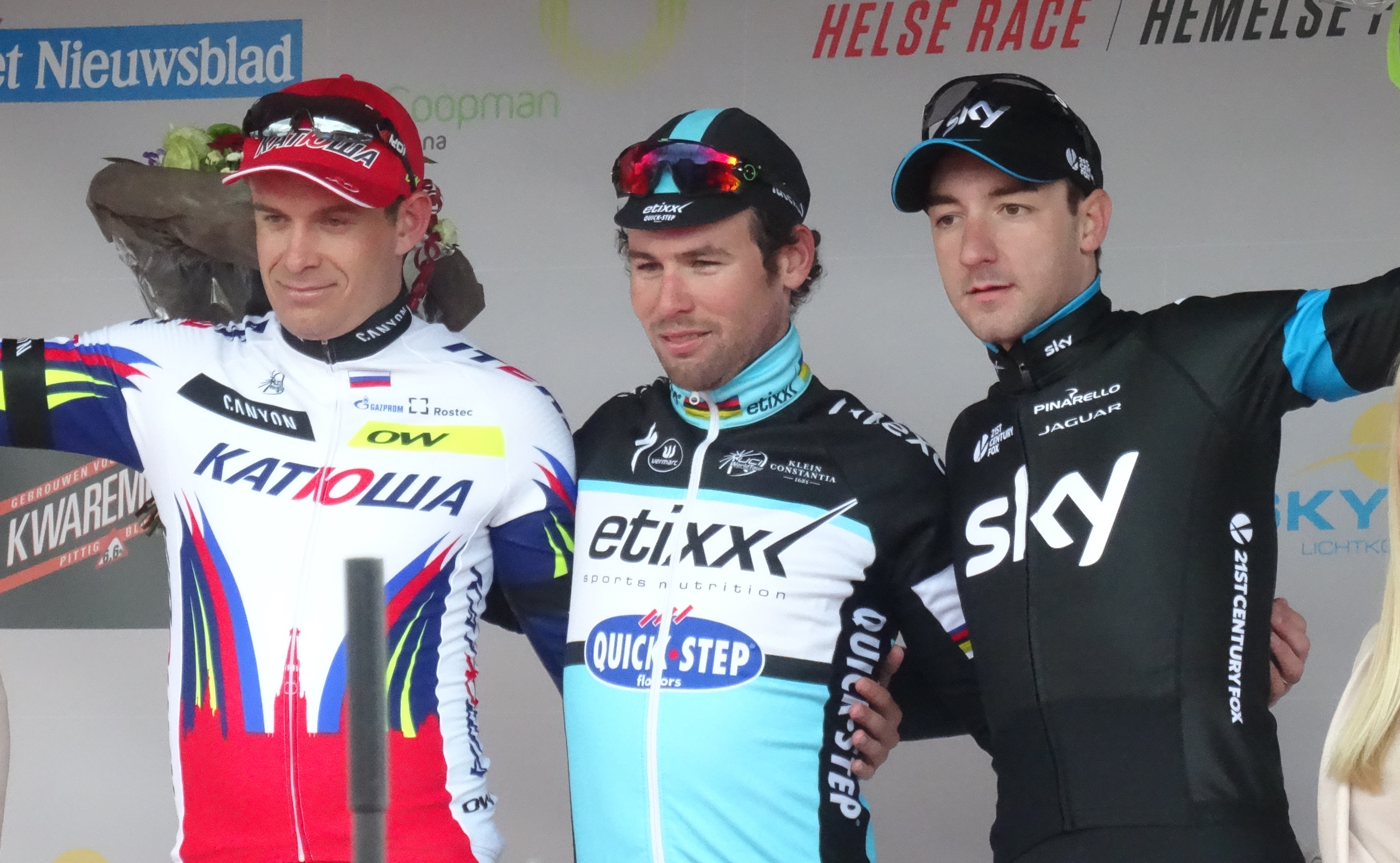
Kuurne-Brussel·les-Kuurne de 2015 : Alexander Kristoff (2), Mark Cavendish (1) & Elia Viviani (3).

La Kuurne-Brussel·les-Kuurne (en neerlandès: Kuurne-Brussel-Kuurne) és una cursa ciclista que es disputa per carreteres belgues el diumenge posterior de l'Omloop Het Nieuwsblad. Des del 2005 fins al 2015 forma part de l'UCI Europe Tour, amb una categoria 1.1. El 2016 passà a categoria 1.HC i el 2020 passà a formar part de l'UCI ProSeries.
El recorregut passa per diverses cotes de les Ardenes, entre elles l'Oude Kwaremont i el Kluisberg, també ascendides en el Tour de Flandes.
El primer vencedor fou Valère Ollivier i Tom Boonen, amb tres victòries, és el ciclista que l'ha guanyat en més ocasions.

## Palmarès
| Any                                                                         | Vencedor                        | Segon                  | Tercer                   |
| --------------------------------------------------------------------------- | ------------------------------- | ---------------------- | ------------------------ |
| Circuit de Kuurne                                                           |                                 |                        |                          |
| 1945                                                                        | Valère Ollivier                 | Albert Ramon           | Albert Decin             |
| 1946                                                                        | Henri Delmuyle                  | Arthur Mommerency      | Albert Paepe             |
| Kuurne-Brussel·les-Kuurne                                                   |                                 |                        |                          |
| 1947                                                                        | André Pieters                   | André Rosseel          | Omer Mommerency          |
| 1948                                                                        | Achiel Buysse                   | André Pieters          | Roger Cnockaert          |
| 1949                                                                        | Albert Decin                    | Valère Ollivier        | Arthur Mommerency        |
| 1950                                                                        | Valère Ollivier                 | Albert Decin           | André Declerck           |
| 1951                                                                        | André Declerck                  | Maurice Blomme         | Albert Decin             |
| 1952                                                                        | André Maelbrancke               | Albert Lambert         | Basiel Wambeke           |
| 1953                                                                        | Léopold Degraeveleyn            | André Pieters          | René Mertens             |
| 1954                                                                        | Léon Van Daele                  | René Oreel             | Boudewijn Devos          |
| 1955                                                                        | Joseph Planckaert               | René Mertens           | Henri Denys              |
| 1956                                                                        | Henri Denys                     | Wim van Est            | Albéric Schotte          |
| 1957                                                                        | Jef Verhelst                    | Léon Van Daele         | Norbert Kerckhove        |
| 1958                                                                        | Gilbert Desmet                  | Karel De Baere         | Marcel Rijckaert         |
| 1959                                                                        | Gentil Saelens                  | Arthur Decabooter      | Maurice Meuleman         |
| 1960                                                                        | Joseph Planckaert               | Francis Pipelin        | Henri De Wolf            |
| 1961                                                                        | Léon Van Daele Alfred De Bruyne |                        | André Noyelle            |
| 1962                                                                        | Piet Rentmeester                | Robert De Middeleir    | Romain Van Wijnsberghe   |
| 1963                                                                        | Noël Foré                       | Léon Van Daele         | Willy Bocklant           |
| 1964                                                                        | Arthur Decabooter               | Tom Simpson            | Frans Melckenbeeck       |
| 1965                                                                        | Guido Reybrouck                 | Vincent Denson         | Bernard Van De Kerckhove |
| 1966                                                                        | Gustaaf De Smet                 | Robert De Middeleir    | Norbert Kerckhove        |
| 1967                                                                        | Daniel Van Ryckeghem            | Eric Demunster         | Walter Boucquet          |
| 1968                                                                        | Eric Leman                      | Daniel Van Ryckeghem   | Edward Sels              |
| Circuit dels dos Flandes                                                    |                                 |                        |                          |
| 1969                                                                        | Freddy Decloedt                 | Noël Vantyghem         | Emiel Lambrecht          |
| 1970                                                                        | Roger De Vlaeminck              | Eric Leman             | Daniel Van Ryckeghem     |
| 1971                                                                        | Roger De Vlaeminck              | Eric Leman             | Frans Verbeeck           |
| 1972                                                                        | Gustaaf Van Roosbroeck          | Noël Van Clooster      | Willy Planckaert         |
| 1973                                                                        | Walter Planckaert               | Freddy Maertens        | Tino Tabak               |
| 1974                                                                        | Wilfried Wesemael               | Eddy Verstraeten       | Cyrille Guimard          |
| 1975                                                                        | Frans Verhaegen                 | Tino Tabak             | Freddy Maertens          |
| 1976                                                                        | Frans Verhaegen                 | Franky De Gendt        | Hervé Vermereen          |
| 1977                                                                        | Patrick Sercu                   | Walter Planckaert      | Dietrich Thurau          |
| 1978                                                                        | Patrick Lefevere                | Ludo Delcroix          | Walter Planckaert        |
| Kuurne-Brussel·les-Kuurne                                                   |                                 |                        |                          |
| 1979                                                                        | Walter Planckaert               | Alfons van Katwijk     | Jean-Luc Vandenbroucke   |
| 1980                                                                        | Jan Raas                        | Ludo Peeters           | Sean Kelly               |
| 1981                                                                        | Jos Jacobs                      | Jean-Luc Vandenbroucke | Hubert Linard            |
| 1982                                                                        | Gregor Braun                    | Eddy Planckaert        | Sean Kelly               |
| 1983                                                                        | Jan Raas                        | Sean Kelly             | Eddy Planckaert          |
| 1984                                                                        | Jos Lammertink                  | Walter Planckaert      | Marc Dierickx            |
| 1985                                                                        | William Tackaert                | Marc Sergeant          | Gerrit Solleveld         |
| Edició de 1986 suspesa per culpa del mal temps                              |                                 |                        |                          |
| 1987                                                                        | Ludo Peeters                    | Johan Lammerts         | Dirk Demol               |
| 1988                                                                        | Hendrik Redant                  | Noël Segers            | Jelle Nijdam             |
| 1989                                                                        | Edwig Van Hooydonck             | Mauro Gianetti         | Johan Devos              |
| 1990                                                                        | Hendrik Redant                  | Jelle Nijdam           | Davis Phinney            |
| 1991                                                                        | Johnny Dauwe                    | Jean-Paul van Poppel   | Hendrik Redant           |
| 1992                                                                        | Olaf Ludwig                     | Christophe Capelle     | Johan Museeuw            |
| Edició de 1993 suspesa per culpa del mal temps                              |                                 |                        |                          |
| 1994                                                                        | Johan Museeuw                   | Johan Capiot           | Olaf Ludwig              |
| 1995                                                                        | Frédéric Moncassin              | Hendrik Redant         | Andrea Peron             |
| 1996                                                                        | Rolf Sørensen                   | Frédéric Moncassin     | Gianluca Pianegonda      |
| 1997                                                                        | Johan Museeuw                   | Stéphane Barthe        | Bruno Boscardin          |
| 1998                                                                        | Andrei Txmil                    | Frank Vandenbroucke    | Emmanuel Magnien         |
| 1999                                                                        | Jo Planckaert                   | Johan Museeuw          | Andrei Txmil             |
| 2000                                                                        | Andrei Txmil                    | Geert Van Bondt        | Jaan Kirsipuu            |
| 2001                                                                        | Peter Van Petegem               | Hans De Clercq         | Jo Planckaert            |
| 2002                                                                        | Jaan Kirsipuu                   | Serge Baguet           | Enrico Cassani           |
| 2003                                                                        | Roy Sentjens                    | Leif Hoste             | Volker Ordowski          |
| 2004                                                                        | Steven de Jongh                 | Paolo Bettini          | Gerben Löwik             |
| '"`UNIQ--ref-00000003-QINU`"'                                               |                                 |                        |                          |
| 2005                                                                        | George Hincapie                 | Kevin Van Impe         | Bert Roesems             |
| 2006                                                                        | Nick Nuyens                     | Leif Hoste             | Tom Boonen               |
| 2007                                                                        | Tom Boonen                      | Marcel Sieberg         | Iljo Keisse              |
| 2008                                                                        | Steven de Jongh                 | Sebastian Langeveld    | Matthew Harley Goss      |
| 2009                                                                        | Tom Boonen                      | Bernhard Eisel         | Jeremy Hunt              |
| 2010                                                                        | Bobbie Traksel                  | Rick Flens             | Ian Stannard             |
| 2011                                                                        | Christopher Sutton              | Iauhèn Hutaròvitx      | André Greipel            |
| 2012                                                                        | Mark Cavendish                  | Iauhèn Hutaròvitx      | Kenny van Hummel         |
| Edició de 2013 suspesa per culpa del mal temps'"`UNIQ--ref-00000004-QINU`"' |                                 |                        |                          |
| 2014                                                                        | Tom Boonen                      | Moreno Hofland         | Sep Vanmarcke            |
| 2015                                                                        | Mark Cavendish                  | Alexander Kristoff     | Elia Viviani             |
| 2016                                                                        | Jasper Stuyven                  | Alexander Kristoff     | Nacer Bouhanni           |
| 2017                                                                        | Peter Sagan                     | Jasper Stuyven         | Luke Rowe                |
| 2018                                                                        | Dylan Groenewegen               | Arnaud Démare          | Sonny Colbrelli          |
| 2019                                                                        | Bob Jungels                     | Owain Doull            | Niki Terpstra            |
| 2020                                                                        | Kasper Asgreen                  | Giacomo Nizzolo        | Alexander Kristoff       |
| 2021                                                                        | Mads Pedersen                   | Anthony Turgis         | Thomas Pidcock           |
| 2022                                                                        | Fabio Jakobsen                  | Caleb Ewan             | Hugo Hofstetter          |
| 2023                                                                        | Tiesj Benoot                    | Nathan Van Hooydonck   | Matej Mohorič            |
| 2024                                                                        | Wout van Aert                   | Tim Wellens            | Oier Lazkano López       |
| 2025                                                                        | Jasper Philipsen                | Olav Kooij             | Hugo Hofstetter          |